# Jadwiga Golcz

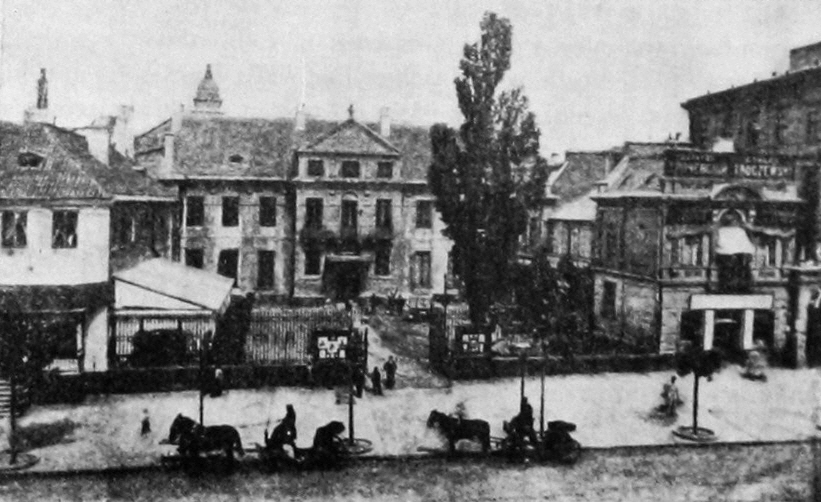
Zdjęcie Pałacu Tarnowskich od strony ul. Krakowskie Przedmieście, Wędrowiec (2 półrocze r. 1898, str.854) autorstwa Jadwigi Golcz

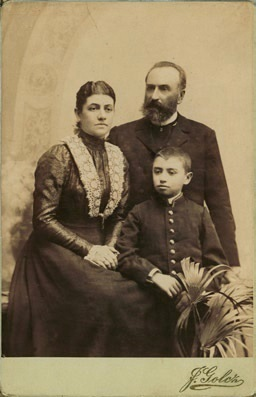
Stefan Buszczyński z synową Jadwigą i wnukiem Stefanem, zdjęcie autorstwa Jadwigi Golcz

Jadwiga Irena Golcz (ur. 13 sierpnia 1866 w Gradowie, zm. 1936 w Warszawie) – polska fotografka. Członkini założycielka Towarzystwa Fotograficznego Warszawskiego.

## Życiorys
Pochodziła z zamożnej rodziny ziemiańskiej, która osiadła na Kujawach. Początkowo uczyła się w pensji Jadwigi Sikorskiej, a następnie uczęszczała na lekcje grafiki i malarstwa do pracowni Wojciecha Gersona. Zainteresowała się wówczas sztuką fotografii i wyjechała do Wiednia i Paryża, gdzie uczyła się technik fotograficznych. Po powrocie zetknęła się z Franciszkiem Ejsmontem, za którego namową kupiła dom w Milanówku. W połowie lat 90. XIX wieku wspólnie ze Stanisławem Szalayem odkupiła atelier od Edwarda Troczewskiego, które mieściło w Warszawie przy ul. Erewańskiej 3, a następnie w Hotelu Bristol. Szybko stało się modnym zakładem fotograficznym, z którego usług korzystali m.in. Bolesław Prus i Ignacy Jan Paderewski. Poza usługami fotograficznymi Jadwiga Golcz prowadziła sklep z markowym sprzętem fotograficznym. W 1899 dokonano w nim prezentacji i wypróbowano pierwszy na ziemiach polskich aparat do robienia zdjęć barwnych. Wkrótce do sprzedaży wprowadzone zostały kinematografy. 
Poza zdjęciami portretowymi uprawiała również fotografię prasową, jej zdjęcia publikowane były na łamach Wędrowca i Tygodnika Ilustrowanego. Na łamach tej gazety ogłosiła w 1900 pierwszy konkurs fotograficzny, którego zwycięzcy otrzymali cenne nagrody. W 1898 zaczęła wydawać własne czasopismo poświęcone fotografii, które nosiło tytuł „Światło”. Okres prosperity zakończył się w 1910, gdy postanowiła wspólnie z ks. Włodzimierzem Kirchnerem założyć pierwszą szkołę fotograficzną. Inicjatywa pochłonęła cały jej majątek i po dwóch latach zakończyła się bankructwem. Jadwiga Golcz poza kłopotami finansowymi przeszła załamanie nerwowe i usunęła się z życia publicznego. 
Zmarła w 1936 w zupełnym zapomnieniu.